# Úval
Úval je sníženina obvykle protáhlého tvaru, na jednom nebo obou koncích otevřená. Dno úvalu je široké s převládající výškovou členitostí do 75 m (např. Hornomoravský úval, Dolnomoravský úval, Dyjsko-svratecký úval). Úval patří mezi konkávní (vhloubené, vkleslé) tvary georeliéfu.